# Janina Janke
Janina Janke (* 1974 in Frankfurt am Main) ist eine deutsche forschende Künstlerin, Regisseurin und Bühnenbildnerin.

## Leben und Werk
Janke machte zunächst eine Tischlerlehre und studierte dann Europäische Ethnologie und Philosophie in an der Ludwig-Maximilians-Universität München und der Humboldt-Universität zu Berlin. Von 2000 bis 2005 absolvierte sie ein Bühnenbildstudium an der Universität der Künste Berlin.
Seit ihrer Mitbegründung der Künstlerformation OPER DYNAMO WEST, die von 2006 bis 2016 aktiv war, setzt sich Janke mit markanten Gebäuden und Räumen in Berlin und internationalen Kontexten auseinander. Sie konzipiert und realisiert Rauminterventionen, dokumentarische Theater- und künstlerische Forschungsprojekte an der Schnittstelle von Kunst, Architektur und Wissenschaft. In diesem Kontext arbeitete sie regelmäßig mit dem Komponisten Bill Dietz und dem transdisziplinären Künstler Maurice de Martin zusammen. Von 2011 bis 2015 war sie Teilnehmerin im Projekt andere räume – knowledge through art, das vom Fonds zur Förderung der wissenschaftlichen Forschung (FWF) gefördert wurde.
Jankes Arbeiten befassen sich u. a. mit dem Bahnhof Berlin Zoologischer Garten (2007), dem Europa Center Berlin (2007), der Digital Media City in Seoul, Südkorea (2008), der Versuchsanstalt für Wasserbau und Schiffbau Berlin (2010), Le Corbusiers Unités d`habitation in Berlin und Marseille (2012/13), dem Ethnologischen Museum in Berlin-Dahlem im Rahmen des Humboldt Lab Dahlem (2012/2013), den Hauptquartieren der Vereinten Nationen in Wien, Nairobi, New York und Genf (2011–2016), der städtebaulichen Transformation von Bernau bei Berlin (2016–2018) und dem Bauhaus-Archiv / Museum für Gestaltung in Berlin.
Von 2021 bis 2022 war Janke in Zusammenarbeit mit Ramona Mosse, Nina Tecklenburg und Christian Stein an Viral Theatres beteiligt, einem praxisbasierten Forschungsprojekt über die Transformation des Theaters in der Covid-19-Pandemie. Gemeinsam mit dem Literaturwissenschaftler und Theaterautor Toni Bernhart inszenierte Janke die beiden spätbarocken Schauspiele Das Laaser Spiel vom Eigenen Gericht aus dem späten 18. Jahrhundert und Griseldis (1713). Das Laaser Spiel vom Eigenen Gericht wurde 2010 unter dem Titel Laaser Jedermann von der Heimatbühne Laas in der St.-Markus-Kirche in Laas (Südtirol) aufgeführt, "Griseldis" 2016 in Zusammenarbeit mit dem Peter Szondi-Institut der Freien Universität Berlin von Theatervereinen der Gemeinde Mals im Rohbau der neuen Bibliothek des Benediktinerstifts Marienberg (Südtirol). Janke forschte auch über die Tiroler Theaterunternehmerin Anna Brix, die zu Beginn des 19. Jahrhunderts in der Nähe von Innsbruck lebte, Dramen schrieb und diese mit einer Frauentheatergruppe aufführte.
Seit 2013 ist Janina Janke Teil des Theater- und Performancekollektivs Turbo Pascal, das für seine interaktiven Performances und partizipativen Theaterprojekte bekannt und ausgezeichnet ist. In der Zusammenarbeit mit dem Kollektiv liegt ihr Schwerpunkt in der Erarbeitung der räumlichen Settings und der konzeptionellen Mitarbeit.
Janina Janke lebt in Berlin.

## Preise und Stipendien
- 2008/09 Stipendiatin der Pilotphase der Graduiertenschule für die Künste und die Wissenschaften der Universität der Künste Berlin
- 2010 Stipendiatin der Deutschen Akademie Rom (Casa Baldi)
- 2009 Projektstipendiatin der Akademie Schloss Solitude
- 2012 Artist in residence bei den Vereinten Nationen in New York
- 2012 Residenzstipendien (Goethe-Institut) für New York und Nairobi
- 2013 Residenzstipendium (GMEM) für Marseille
- 2014 Stipendiatin der Cité Internationale des Arts in Paris
- 2015 Artist in residence im quartier 21 – Museumsquartier Wien
- 2018 Einladung zum Stückemarkt des Berliner Theatertreffens und George-Tabori-Förderpreis mit Turbo Pascal für das Stück Böse Häuser
- 2019 Ikarus-Preis für Kinder- und Jugendtheater in Berlin 2019 mit Turbo Pascal für das Stück Unterscheidet euch! Ein Gesellschaftsspiel
- 2021 Einladung zur Ruhrtriennale mit Turbo Pascal
- 2021 Einladung zum Impulse Theater Festival mit Turbo Pascal
- 2022 Forschungsstipendium des Fonds Darstellende Künste
- 2023 Forschungsstipendium des Fonds Darstellende Künste